# Jörn Gevert
Jörn Gevert, född 16 mars 1929, död 13 september 2017, är en friidrottare från Chile. Han deltog vid olympiska sommarspelen 1952.